# Just for the Record
Just for the Record es el noveno álbum de estudio de la cantante estadounidense Barbara Mandrell. Fue publicado el 17 de agosto de 1979 por MCA Records.

## Recepción de la crítica
Un escritor no especificado de la revista Billboard escribió: “[La cantante] ofrece una sabrosa colección de canciones que van desde el pop hasta el blues y el country. [...] La producción de Collins es de primera. Un conjunto bien equilibrado en general. El sintetizador, las cuerdas, la mandolina, el clavinet y la armónica complementan muy bien la unidad rítmica junto con los coristas”.

## Lista de canciones
Todas las canciones escritas y compuestas por Kye Fleming y Dennis Morgan, excepto donde esta anotado.
Lado uno
1. «Fooled by a Feeling» – 3:05
2. «Years» – 3:52
3. «My Love Can Do No Wrong» – 2:50
4. «She's Out There Dancin' Alone» (Geof Morgan) – 3:29
5. «Selfish» (G. Morgan) – 3:37

Lado dos
1. «Darlin'» (Oscar Stewart Blandamer) – 3:19
2. «Using Him to Get To You» – 3:03
3. «Is It Love Yet» – 2:54
4. «It Can Wait» (Ben Peters) – 2:48
5. «Love Takes a Long Time to Die» (G. Morgan) – 3:08

## Créditos y personal
Créditos adaptados desde las notas de álbum de Just for the Record.
- David Briggs – piano
- Robert Ogdin – piano, sintetizador
- Pete Bordonali – guitarra
- James Capps – guitarra
- Michael Leech – guitarra bajo
- Roger Clark – batería
- Larre Londin – batería
- Kenneth Malone – batería
- Clyde Brooks – synth-drums
- John Hughey – guitarra steel
- Charlie McCoy – Clavinet, armónica
- Pete Bordona – mandolina
- Tom Collins – celesta
- Shane Keister – sintetizador
- Sheldon Kurland – instrumentos de cuerda
- Lea Jane Berinati, Tom Brannon, Janie Fricke, Donna Sheridon, Lisa Silver, Karen Taylor, Duane West, Randy Wright – coros
- The Bruce Dees Singers: 
  - Steve Brantley – coros
  - Thomas Cain – coros
  - Bruce Does – coros, guitarra
  - Rob Galbraith – coros
  - Hank Martin – coros

Personal técnico
- Tom Collins – productor
- Michael Leech – arreglos
- Dr. Lee Hargrove – programación
- Danny Hilley – ingeniero de audio, mezclas
- Les Ladd – ingeniero de audio
- Steve Goostree – ingeniero asistente
- Dr. Denny Purcell – masterización

Diseño
- Stuart Kusher – director artístico, diseño de portada
- Dick Zimmerman – fotografía
- Bobby Joy – maquillador
- Elaine Freed – estilista

## Posicionamiento

### Gráfica semanal
| Gráfica (1979–80)                             | Pico de posición |
| --------------------------------------------- | ---------------- |
| Canadá (RPM Country Albums/CDs)               | 4                |
| Estados Unidos (Billboard 200)                | 166              |
| Estados Unidos (Billboard Top Country Albums) | 9                |

### Gráfica de fin de año
| Gráfica (1980)                                | Pico de posición |
| --------------------------------------------- | ---------------- |
| Estados Unidos (Billboard Top Country Albums) | 33               |